# Paget Brewster
Paget Valerie Brewster Damstra (wym. /ˈpædʒɪt 'bruːstər/ ur. 10 marca 1969 w Concord) – amerykańska aktorka filmowa i telewizyjna, i wokalistka. Wystąpiła m.in. w roli Emily Prentiss w serialu kryminalnym Zabójcze umysły.
Pojawiła się m.in. w serialu Another Period jako Dodo Bellacourt, a w Community jako Frankie Dart / Debra Chambers.

## Życie prywatne
29 listopada 2014 w Los Angeles poślubiła Steve'a Damstrę na ceremonii prowadzonej przez Matthew Graya Gublera, grającego z Paget w Zabójczych umysłach.